# Bornella
Bornellidae
Famille
Genre
Bornella, unique représentant de la famille des Bornellidae, est un genre de mollusques de l'ordre des nudibranches.

## Liste des espèces
Selon World Register of Marine Species, on compte douze espèces :
- Bornella anguilla Johnson, 1984
- Bornella calcarata Mörch, 1863
- Bornella dotoides Pola, Rudman & Gosliner, 2009
- Bornella excepta Bergh, 1884
- Bornella hermanni Angas, 1864
- Bornella irvingi Edmunds & Preece, 1996
- Bornella johnsonorum Pola, Rudman & Gosliner, 2009
- Bornella pele Pola, Rudman & Gosliner, 2009
- Bornella sarape Bertsch, 1980
- Bornella simplex Eliot, 1904
- Bornella stellifer (A. Adams & Reeve (in A. Adams), 1848)
- Bornella valdae Pola, Rudman & Gosliner, 2009